# Place Saint-Nicolas (Bastia)
Pour les articles homonymes, voir Rue Saint-Nicolas.
La place Saint-Nicolas est la principale place de la commune française de Bastia, en Corse. Elle est appelée en corse Piazza Santu Niculà.

## Situation et accès
Située face au port de commerce, il s'agit du cœur de la ville. C'est l'une des plus grandes de France, mesurant environ 280 mètres de long sur 80 de large et plantée de palmiers centenaires. Carrefour intergénérationnel, c’est le royaume des enfants bastiais qui peuvent s’y ébattre librement. L’ambiance est familiale et très agréable. 
On y trouve cafés et commerces et, selon la date, le marché aux puces de la ville ainsi que de nombreuses autres animations telles que concerts, salons, feux d'artifice tirés du port de commerce et même patinoire et grande roue en fin d'année.  
Il est aisé de stationner autour de la Place Saint Nicolas lorsqu’on circule à moto. Une possibilité est alors de se garer à proximité immédiate des bars et restaurants, sur des places gratuites réservées Boulevard du Général de Gaulle qui est à sens unique.

Les automobilistes peuvent tenter leur chance sur ce Boulevard, mais à certaines heures de la journée les places libres se comptent sur les doigts de la main ! Ils ont intérêt à emprunter l’Allée du 173 R.I.A. (sens unique) et la rue Miot, de nombreuses places leur y sont dédiées. Les parkings payants peuvent être également une solution, sinon, le vaste ensemble de stationnement gratuit du quartier de Toga les attend. Il jouxte le Port de Plaisance et est à 10 minutes à pieds de la Place Saint-Nicolas. 

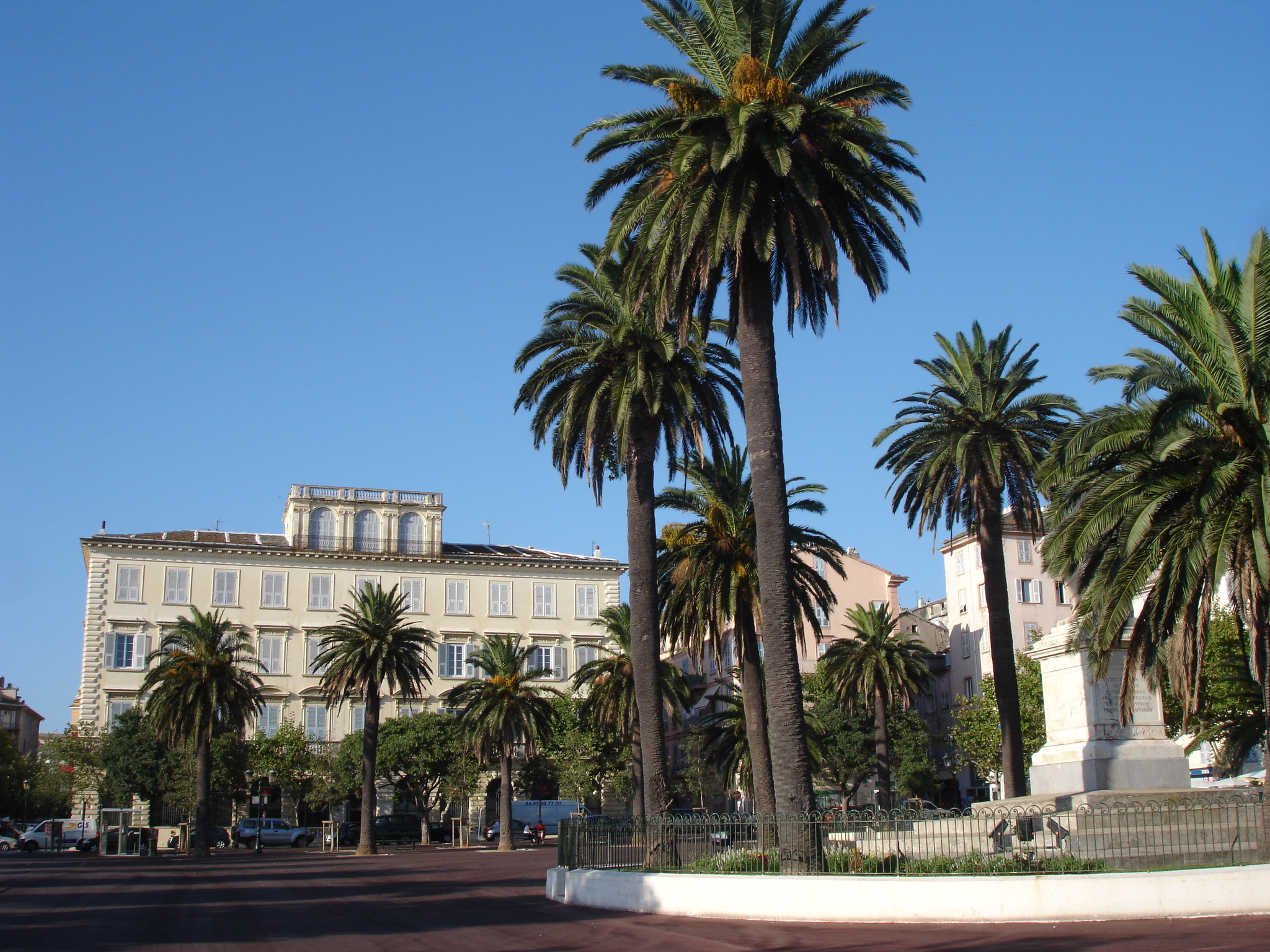
Place Saint-Nicolas.

## Origine du nom
La place doit son nom à la présence d'une chapelle dédiée à Saint-Nicolas. Elle est attestée à l'époque génoise et on peut la voir sur les plans anciens,.  
Elle fut détruite en 1889 parce qu'elle barrait le boulevard Paoli. Elle se trouvait à l'emplacement du 17, boulevard de Gaulle.  

## Historique
La création de la place remonte à la deuxième moitié du XVIIIe siècle, lorsque les autorités veulent en faire un lieu de promenade. A cette époque la place n'est qu'un vaste terrain vague proche du palais du Gouvernement (appelé à Bastia U Guvernamentu), l'actuel lycée Jean Nicoli.  
Dans la partie sud de l'actuelle place se trouvait un roche énorme, appelé U Monte. Au nord le terrain vague était bordé par une rivière, le Fangu. 

### Les différents noms à travers les âges
A travers les siècles, la Place Saint-Nicolas évolue et plusieurs noms lui sont donnés. Elle s'appelle d'abord « Place Narbonne » en l’honneur du Général Comte de Narbonne dépêché en Corse par le Roi Louis XV. Utilisé pour des manœuvres militaires durant la Révolution française, il est renommé « Champ de Mars ». En 1816 (Seconde Restauration, monarchie constitutionnelle, Louis XVIII Roi de France) elle s'appelle Place de Rivière, du nom du Gouverneur de la Corse, le marquis Charles de Rivière. 
La Monarchie de Juillet (1830 – 1848) la rebaptisera « Place Louis-Philippe » en l’honneur du Roi Louis-Philippe 1er, couronné Roi des français et non plus Roi de France car toujours de souveraineté héréditaire et divine, mais également consacrée par le peuple.

### Les aménagements
En 1831, la municipalité envisage un aménagement de la place, confié à l'architecte bastiais Louis Guasco. On édifie alors le grand mur de soutènement le long de la mer.   
En 1834, pour accélérer sa construction, le maire décide d'y déposer tous les déblais et gravats des constructions de la ville.   
A la fin du XIXème siècle, l’agrandissement de la place est opéré à la faveur de l'excavation du tunnel ferroviaire de Bastia dit de la Turretta (1880), et à la réutilisation appropriée des déblais de cette large et dangereuse opération de travaux publics (sept morts par noyade par suite d'une explosion).   
C'est alors que l'on comble de l'anse du Fangu, qui se jetait dans la mer.    
En 1894 et 1898, des platanes sont plantés et une balustrade est installée. Puis cinquante palmiers en provenance d’une pépinière du continent s’y enracinent en 1907. La Place voit un afflux de touristes, surtout anglais, lorsque Bastia devient une destination touristique.  
Au bas de la place Saint-Nicolas se trouvait un grand et bel hôtel, le Cyrnos Palace. Richement décoré, il rivalise avec les plus beaux palaces de la Côte d'Azur. Inauguré en 1911, il a été détruit par les bombardements américains en 1943,,.  
A sa place on construit dans les années 1960 la préfecture de Corse, qui deviendra à partir de 1982 l'actuelle mairie de Bastia.  
Le XXe siècle a su conserver la majeure partie de l'ensemble structurel de la Place Saint-Nicolas. Ce qui fait d'elle aujourd'hui l'une des plus belles places de Corse.  

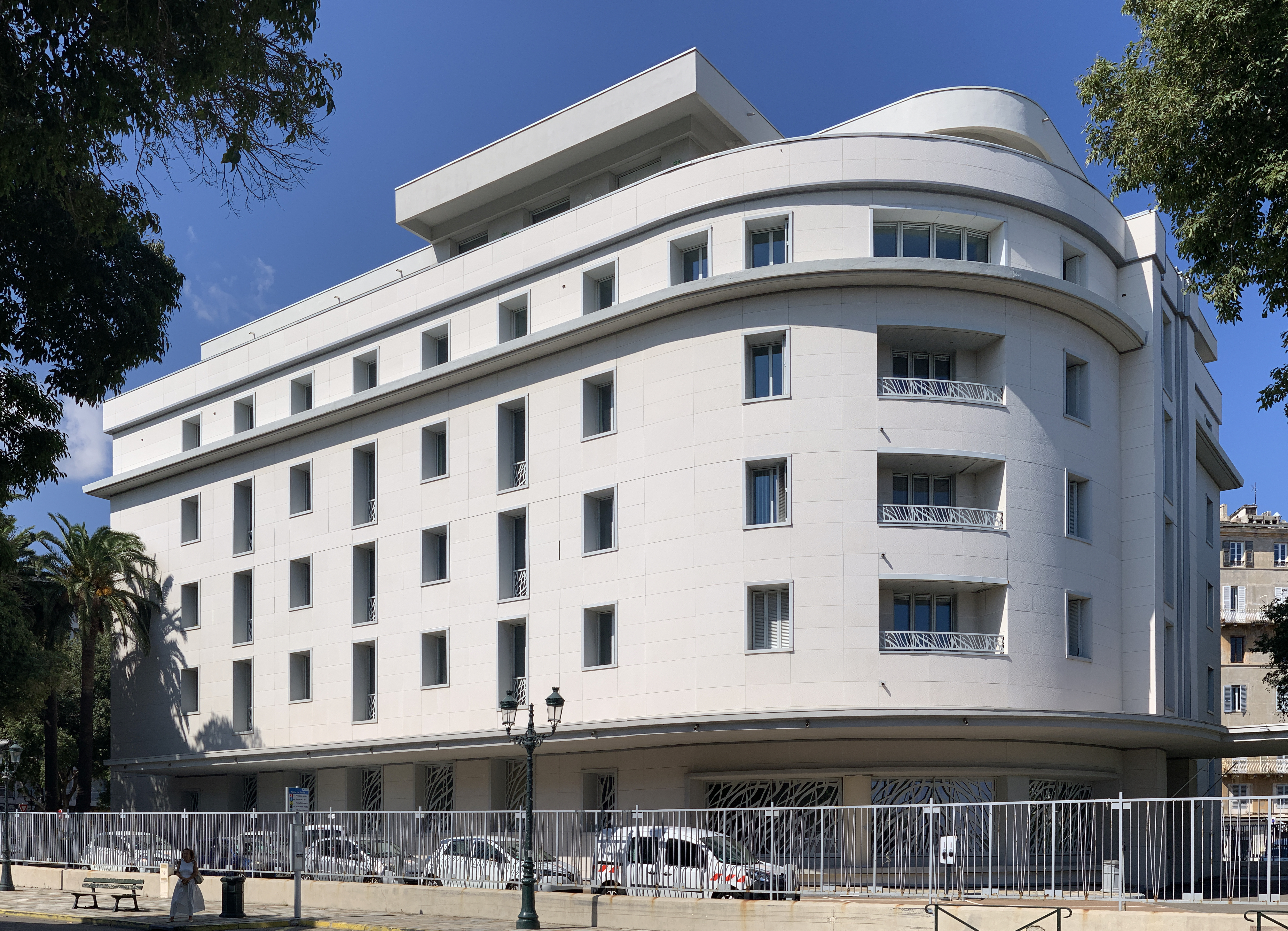
L'ancienne préfecture, devenue mairie de la ville en 1982

## Bâtiments remarquables et lieux de mémoire
Trois monuments y sont placés :

### Le monument aux morts
Du côté nord de la place Saint-Nicolas se trouve le monument aux morts. Il est l'œuvre de deux artistes bastiais. 

#### Le groupe sculpté de Louis Patriarche

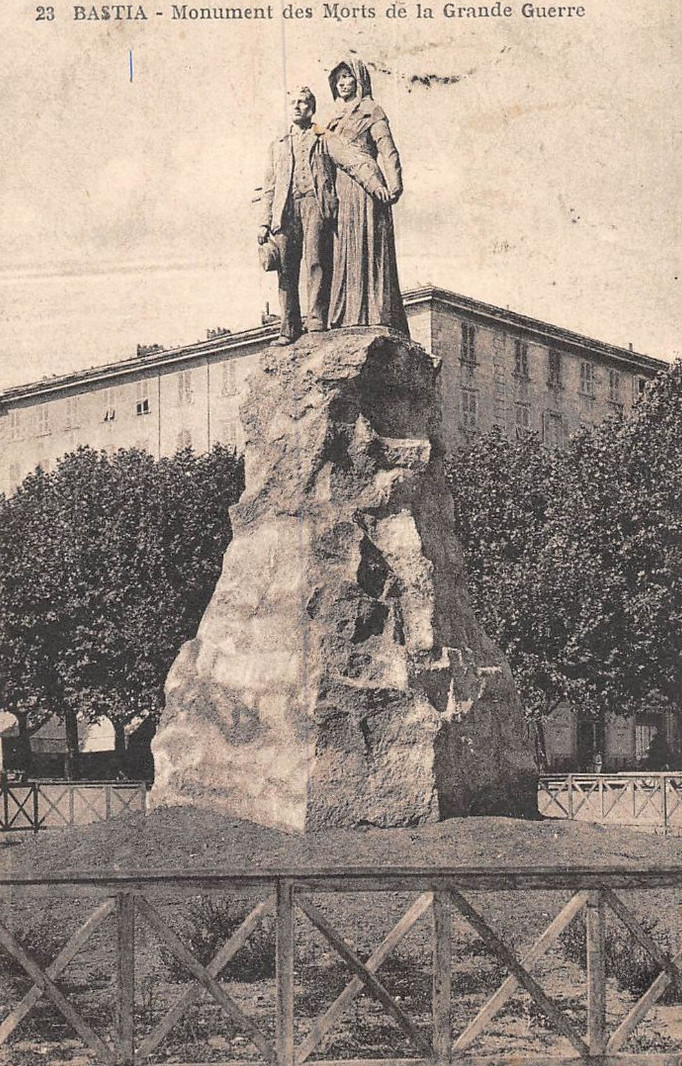
Le monument aux morts avec le premier socle.

La sculpture a été commandée par la ville de Bastia à Louis Patriarche en 1920. Elle est inaugurée en 1925. Elle rappelle un épisode de l'histoire de la Corse. Nous sommes au XVIIIe siècle. Une veuve, Margherita Paccioni, du village de Rennu, a perdu deux de ses enfants durant la guerre d'indépendance. Elle présente son dernier fils à Pascal Paoli. Le groupe représente cette scène. La sculpture symbolise le sacrifice et l'amour de la patrie.
Le monument fait polémique. Le socle sur lequel est basée la statue ne plaît pas. Des modifications sont apportées en 1935. Une nouvelle inauguration a lieu en 1935, devant 20.000 personnes.

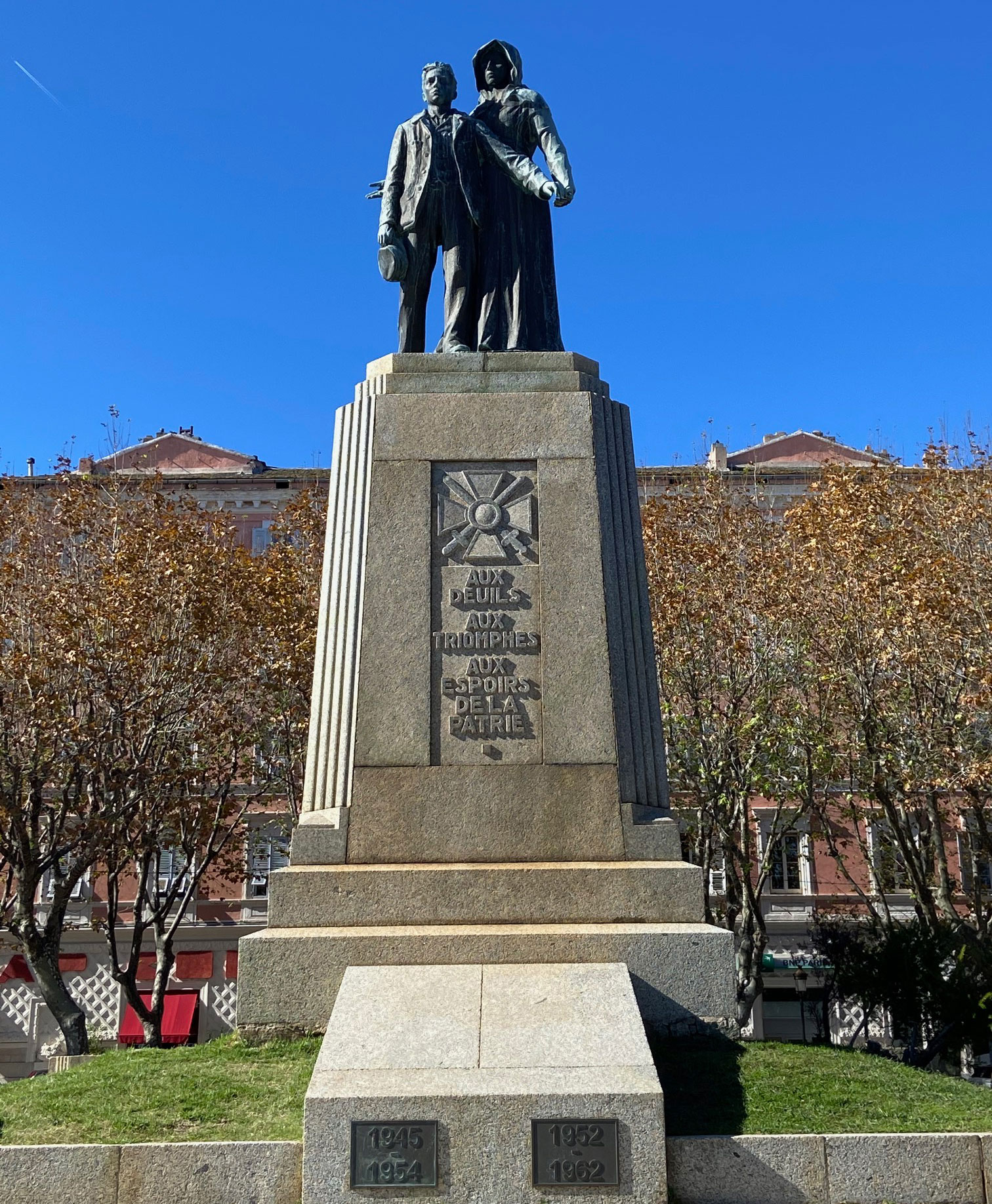
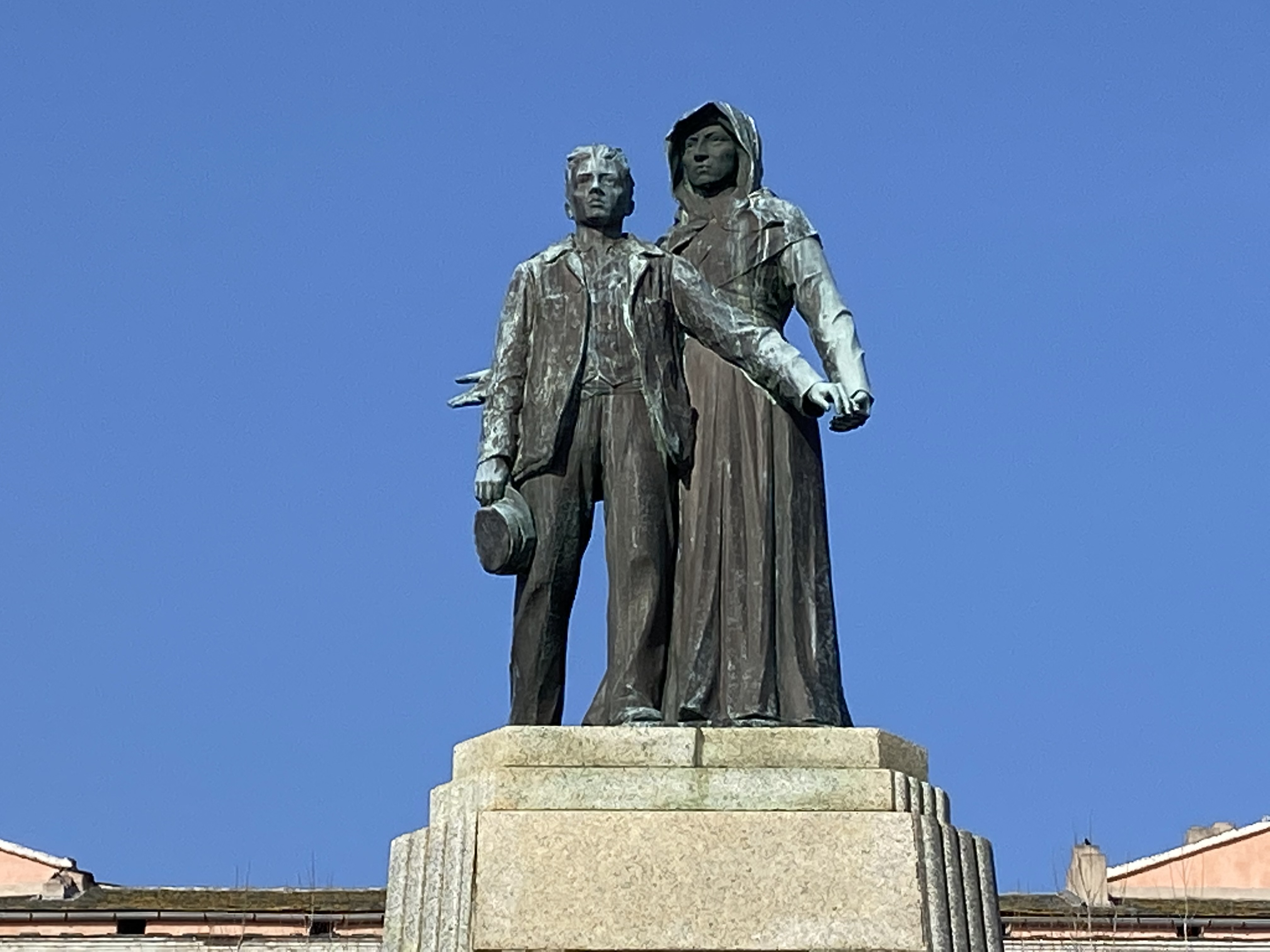

#### Le bas-relief de Jean-Mathieu Pekle
Sur ce socle, du côté ouest, on peut voir un bas-relief en bronze, œuvre d'un autre sculpteur bastiais, Jean-Mathieu Pekle (1868-1956). Il représente la scène d'un voceru traditionnel.

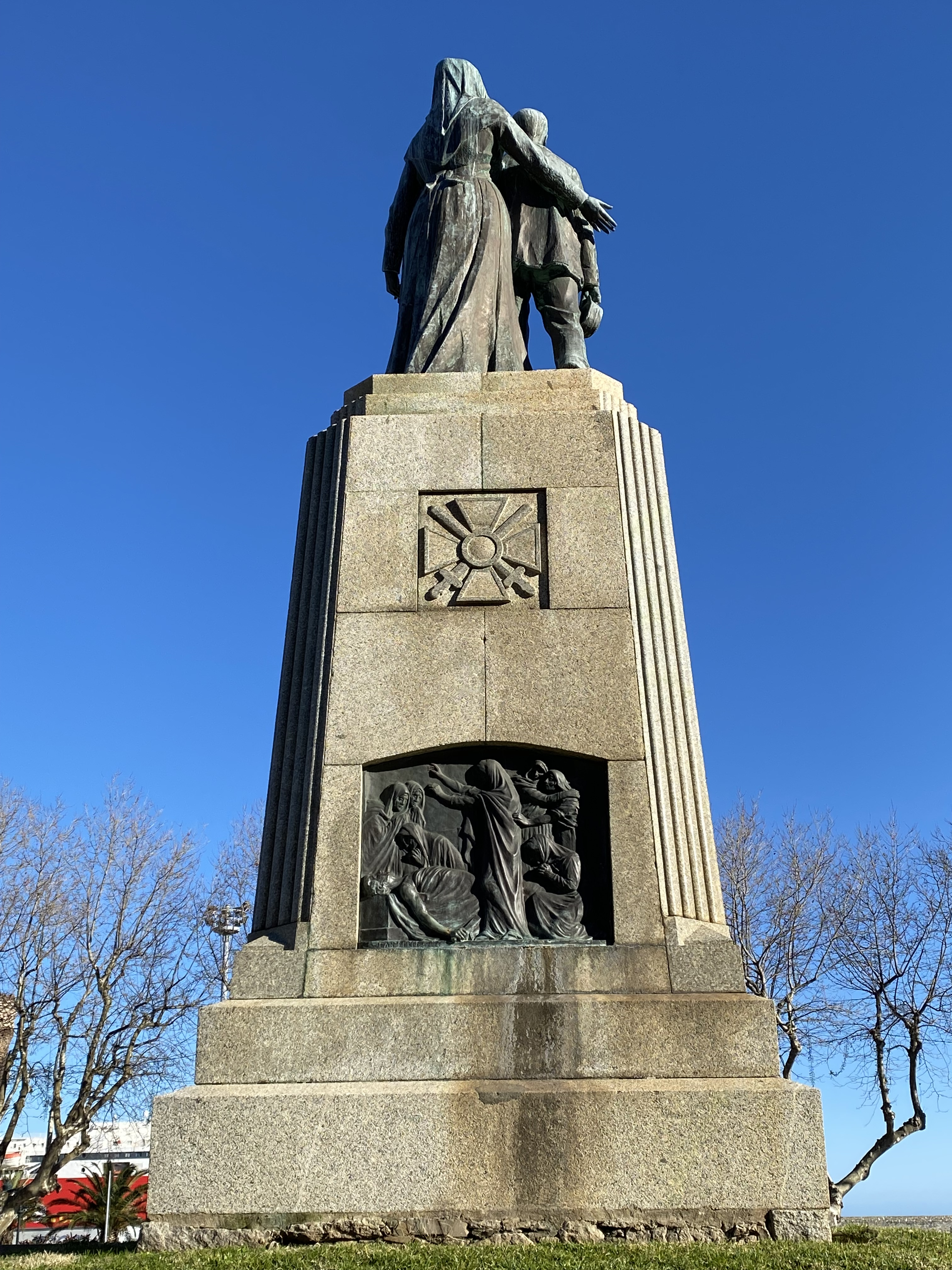
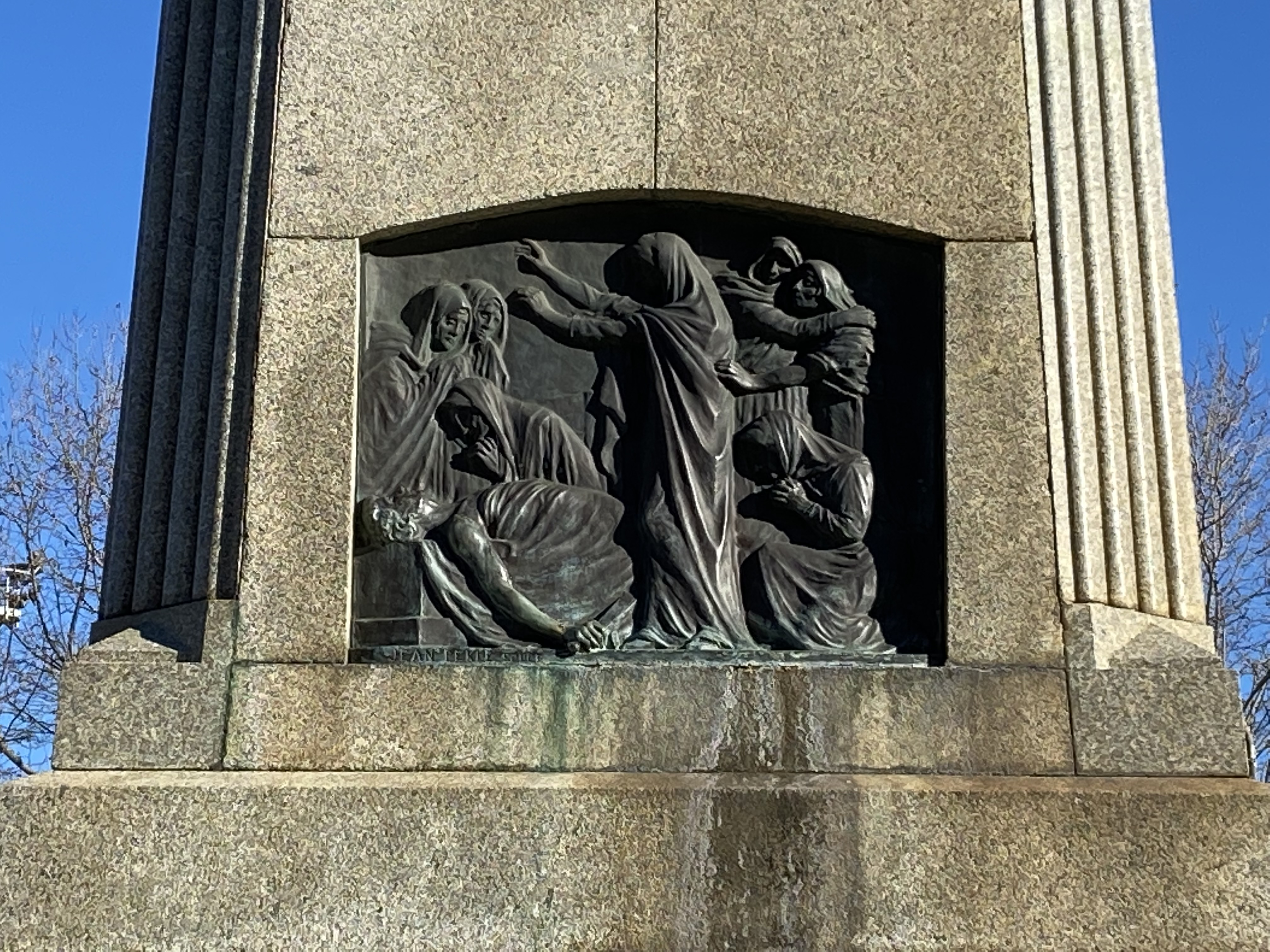

### La statue de Napoléon
Plus au sud sur la place se trouve une statue de Napoléon Bonaparte. Elle est l'œuvre du sculpteur florentin Lorenzo Bartolini. On dit souvent que Napoléon est représenté en empereur romain, mais en réalité il est représenté avec les attributs de Jupiter.
La statue avait été commandée par la sœur de Napoléon, Elisa, pour orner sa demeure de Lucques, en Toscane. Mais le projet est abandonné. 
En 1849, un an avant sa mort, Lorenzo Bartolini propose à la ville de Bastia. L'accès au pouvoir de Napoléon III facilitera l'opération.

Le monument est inauguré le 15 juin 1854.

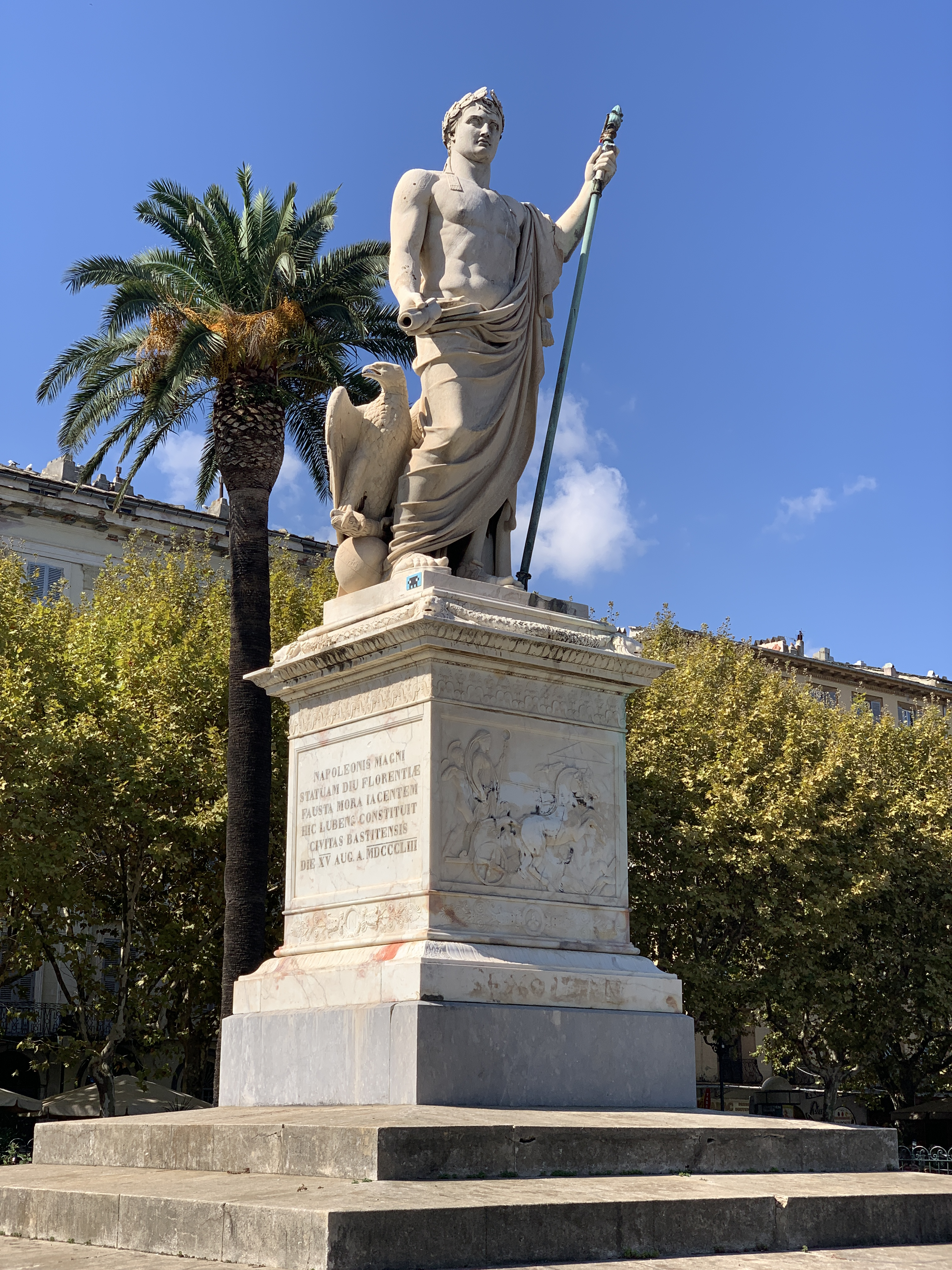
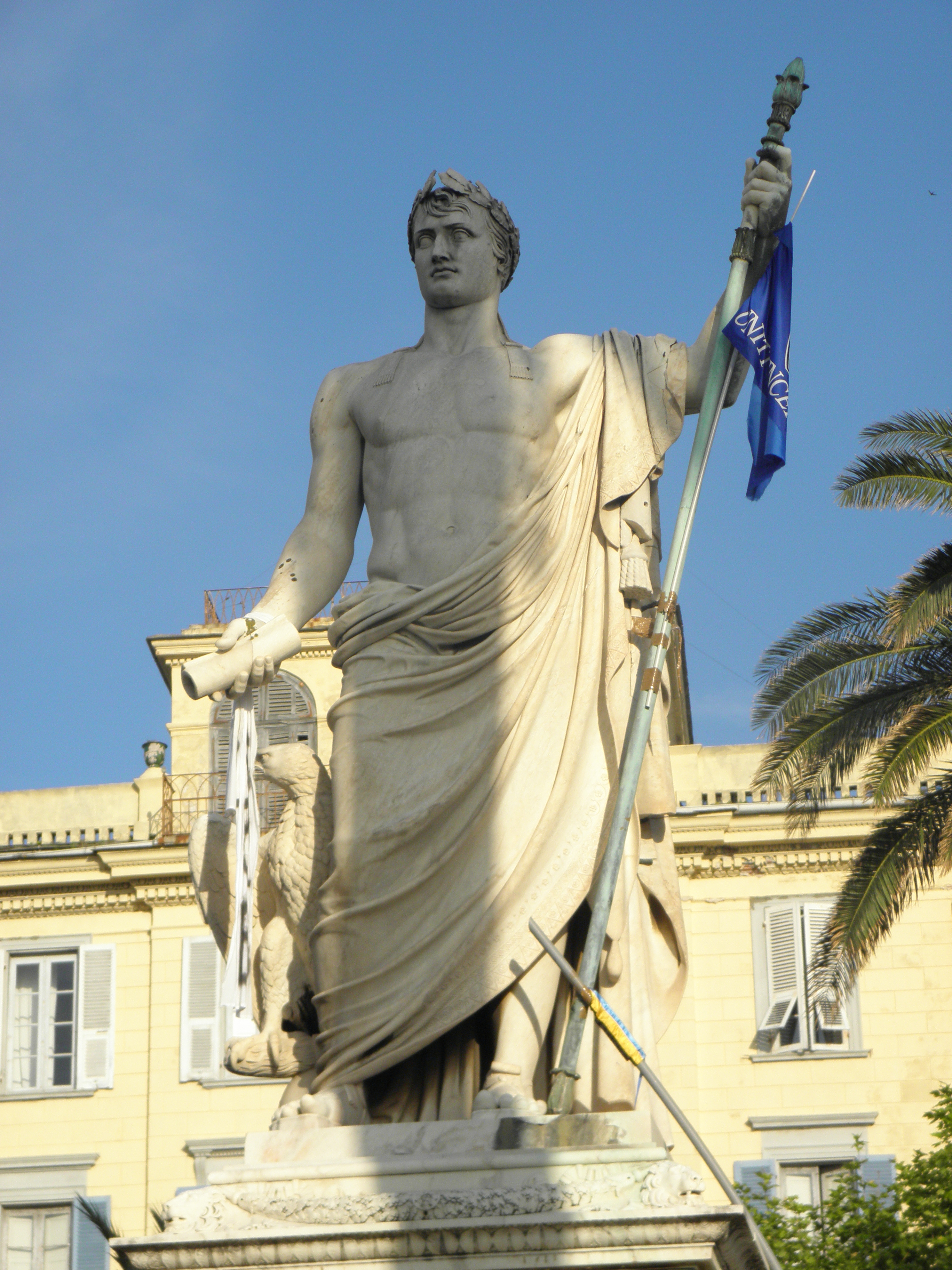
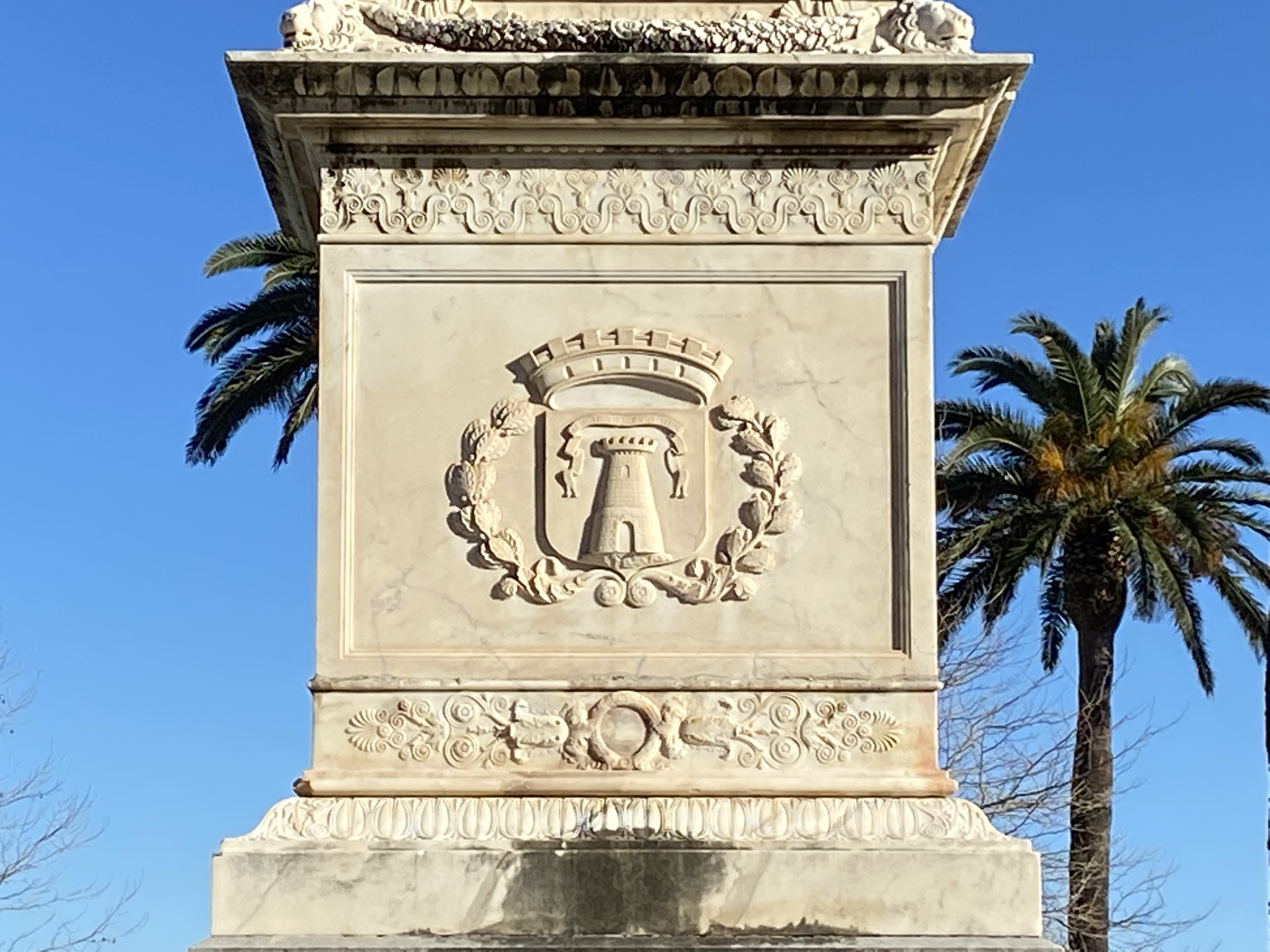

### Le kiosque à musique
Le kiosque à musique, qui a été inauguré en 1908. Il a été entièrement restauré en 2020. 

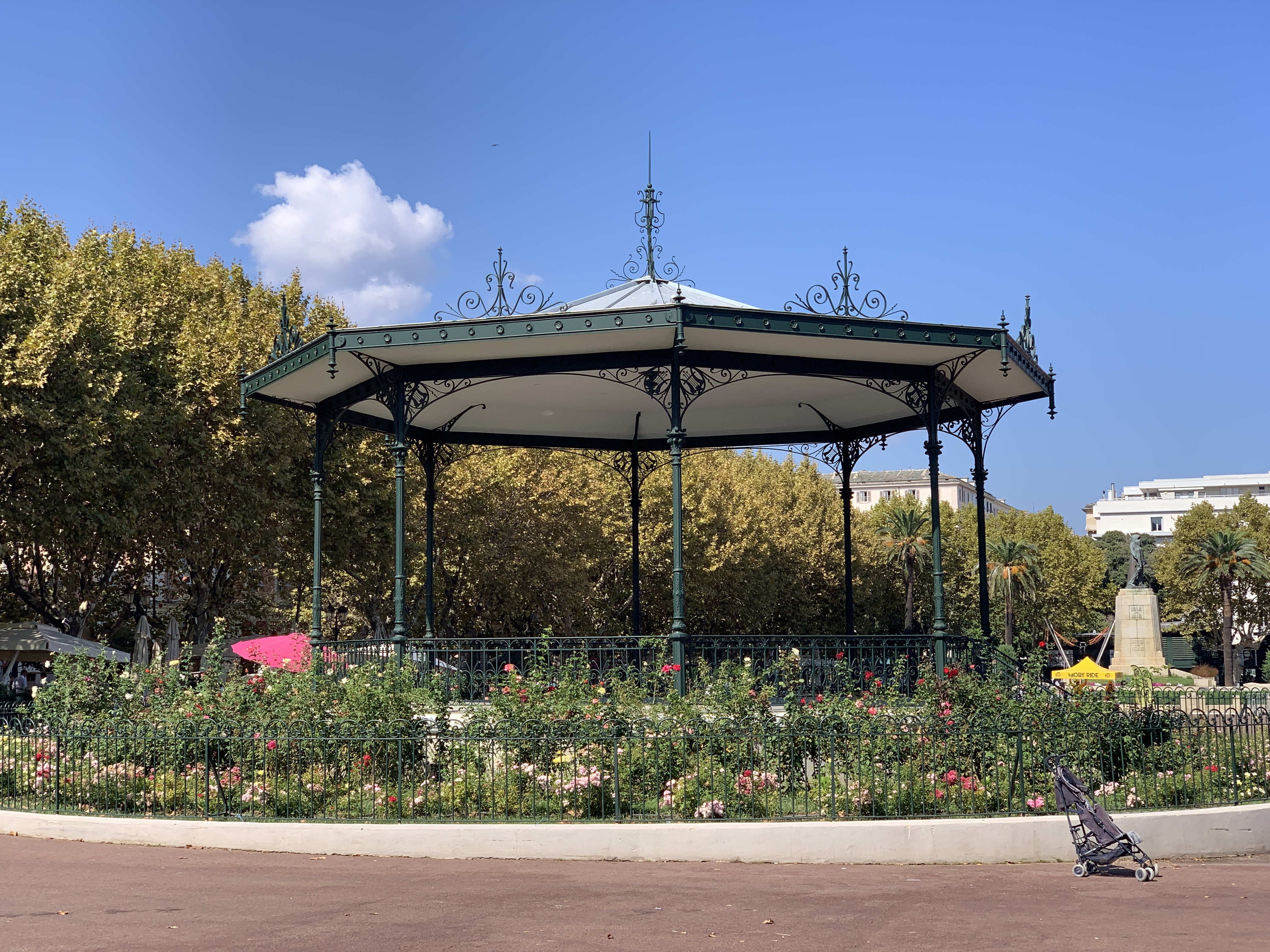
Le kiosque à musique

### A voir aussi
À proximité se trouve également une copie de la tourelle du sous-marin Casabianca.

## Maisons "d'américains" de la place Saint-Nicolas

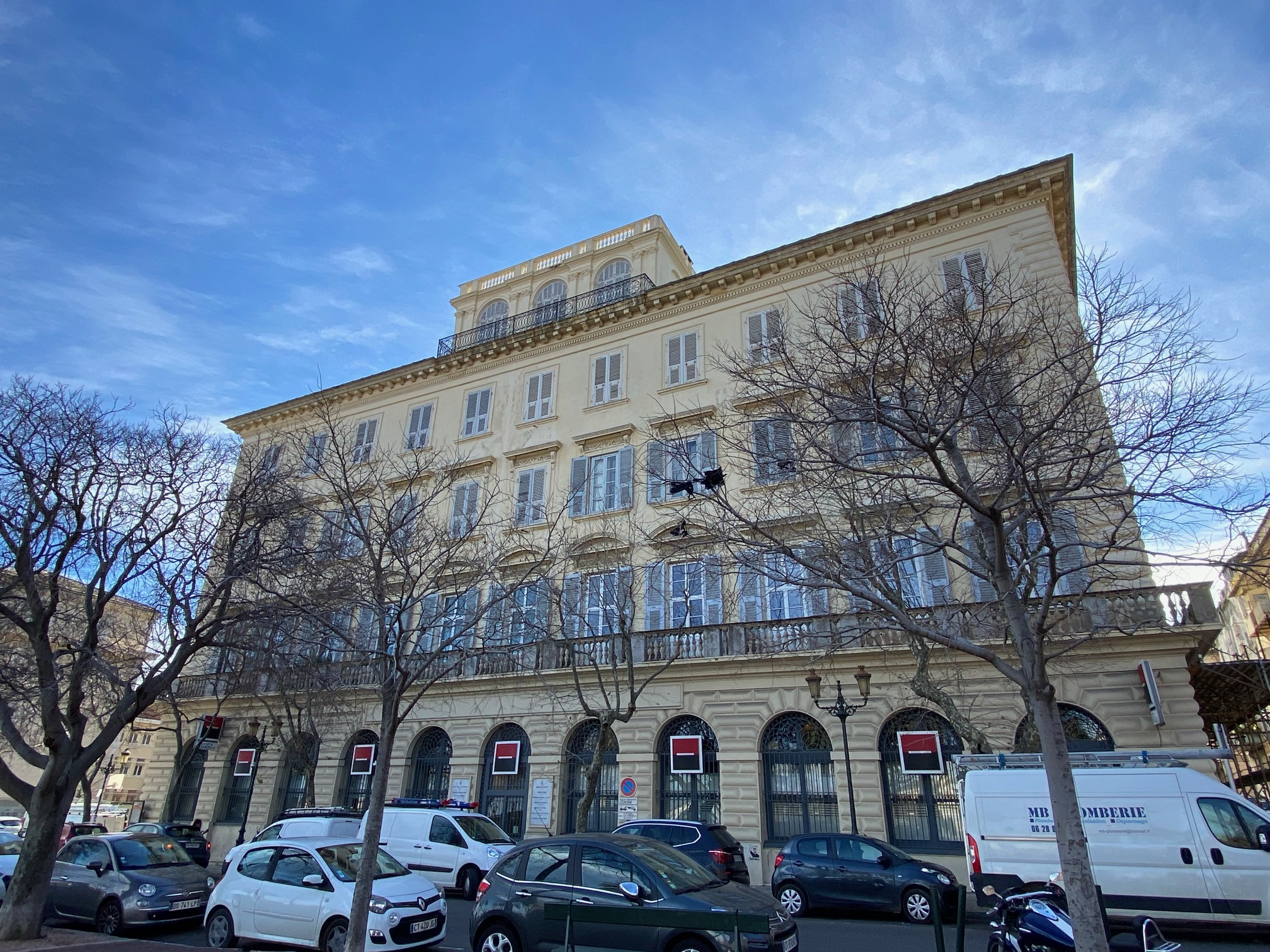
Palazzu Roncajolo

Plusieurs immeubles de la place Saint-Nicolas sont dignes d'intérêt. On peut y voir des immeubles appelés palazzi d'americani, construits par des Corses ayant fait fortune en Amérique du sud : le palazzu Roncajolo, le palazzu Agostini, le palais Fantauzzi.

### Palazzu Roncajolo
C'est le grand immeuble qui occupe tout le côté sud de la place. Il a été construit par les frères Roncajolo dans les années 1850, qui avaient fait fortune dans le commerce entre Marseille et le Venezuela. Le décor architectural est très recherché. En 1869 c'est ici que fût reçue l'impératrice Eugénie.

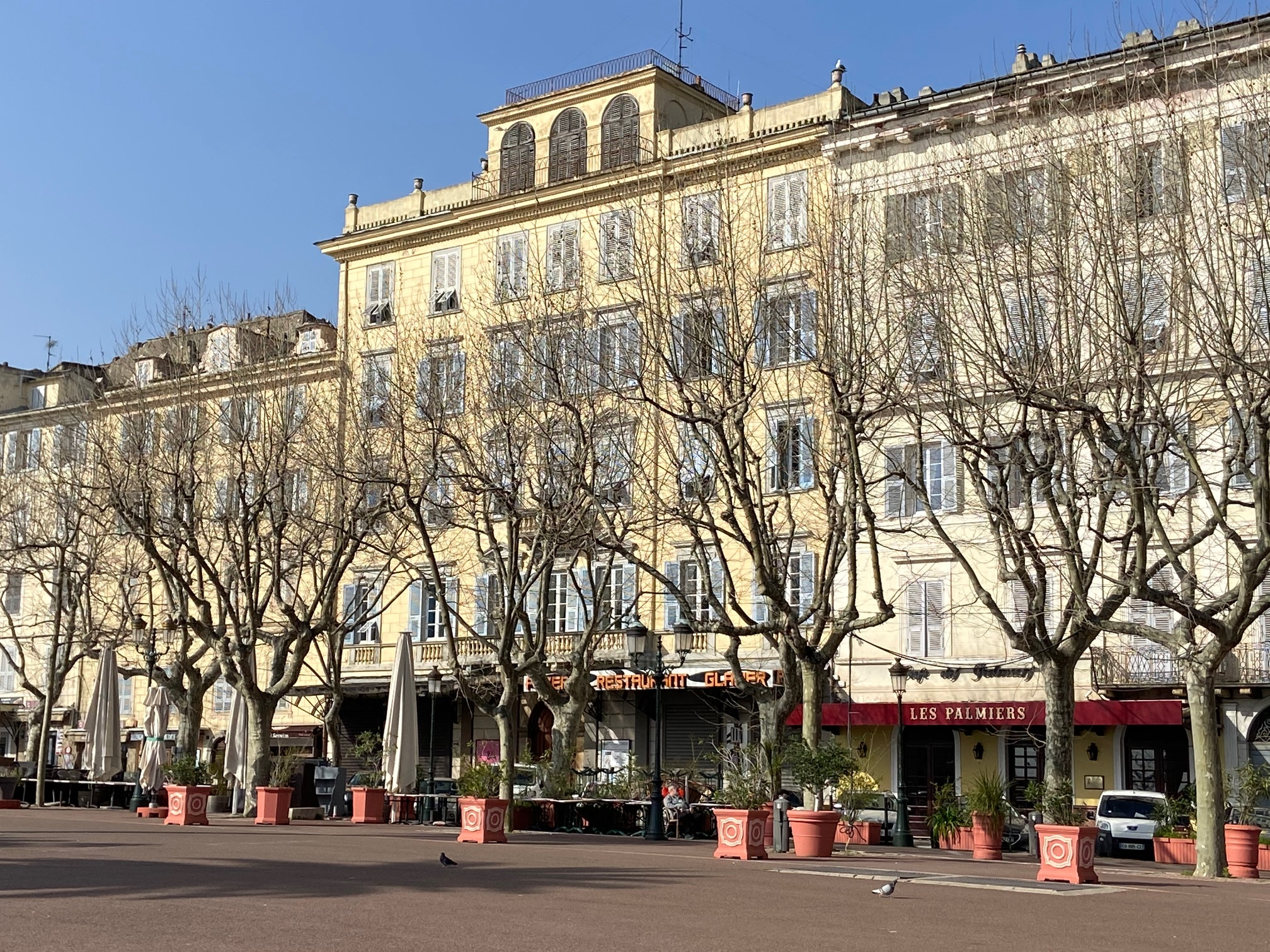
Palazzu Agostini

### Palazzu Agostini
Cet imposant immeuble est situé au 5 boulevard Général de Gaulle. Il a été édifié en 1854.

### Palazzu Fantauzzi
C'est l'immeuble situé au 15 boulevard Général de Gaulle. Ici se trouvait le siège de la banque Fantauzzi. Au rez-de-chaussée se trouve la boutique Mattei, qui est inscrite aux monuments historiques depuis 2018

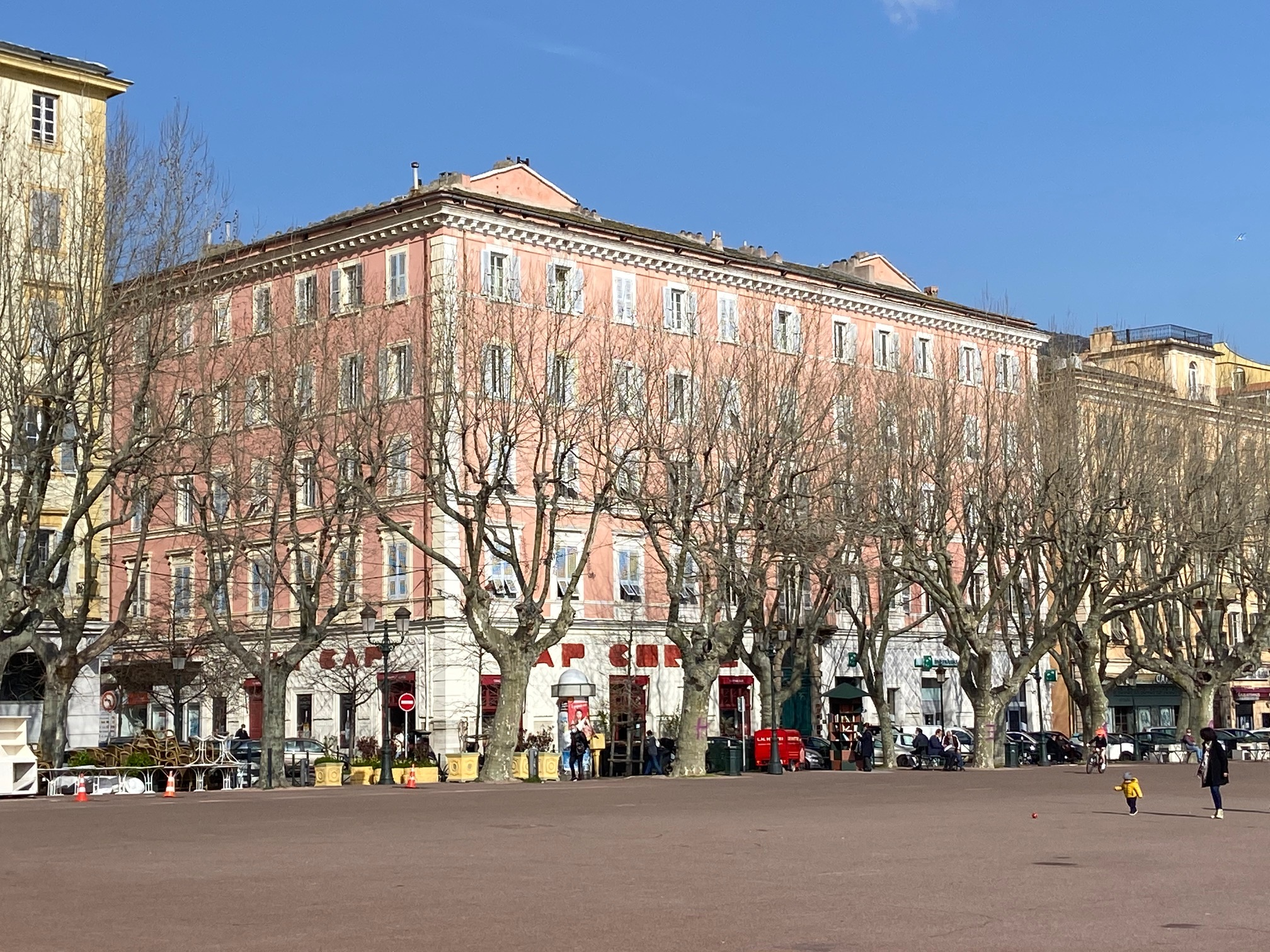
Palazzu Fantauzzi